# Firefly (musikalbum)
Firefly är det brittiska rockbandet Uriah Heeps tionde studioalbum utgivet i februari 1977, och det första med John Lawton som sångare. Som vanligt är det Ken Hensley som skrivit de flesta sångerna. Lee Kerslake fick dock med en av sina kompositioner, ironiskt nog "Who Needs Me", något av en protest mot att hans låtar sällan spelades in. En brittisk recension av detta album finns här http://www.moreheep.com/uriahheep013.htm

## Låtlista
1. "The Hanging Tree" (Hensley, Williams) - 3:40
2. "Been Away Too Long" (Hensley) - 5:03
3. "Who Needs Me" (Kerslake) - 3:39
4. "Wise Man" (Hensley) - 4:40
5. "Do You Know" (Hensley) - 3:12
6. "Rollin' On" (Hensley) - 6:21
7. "Sympathy" (Hensley) - 4:44
8. "Firefly" (Hensley) - 6:21

## Bandet
- John Lawton - sång
- Mick Box - gitarrer, sologitarr
- Ken Hensley - keyboards, gitarr, sång
- Trevor Bolder - bas
- Lee Kerslake - trummor, sång

## Listplaceringar
| Lista (1977)  | Position            |
| ------------- | ------------------- |
| Danmark       | 13 (DR "Top 20")    |
| Finland       | 21                  |
| Nederländerna | 17                  |
| Norge         | 6 (VG-lista)        |
| Sverige       | 35 (Topplistan)     |
| USA           | 166 (Billboard 200) |
| Västtyskland  | 17                  |